# Fissidens enervis
Fissidens enervis är en bladmossart som beskrevs av Sim 1926. Fissidens enervis ingår i släktet fickmossor, och familjen Fissidentaceae. Inga underarter finns listade i Catalogue of Life.